# Бромид гольмия(III)
Бромид гольмия(III) — неорганическое соединение, 
соль гольмия и бромистоводородной кислоты с формулой HoBr3,
желтые кристаллы,
растворяется в воде,
образует кристаллогидрат.

## Получение
- Действие газообразного бромистого водорода на опилки гольмия:

{\displaystyle {\mathsf {2Ho+6HBr\ {\xrightarrow {T}}\ 2HoBr_{3}+3H_{2}}}}
- Бромирование металлического гольмия:

{\displaystyle {\mathsf {2Ho+3Br_{2}\ {\xrightarrow {300^{o}C}}\ 2HoBr_{3}}}}

## Физические свойства
Бромид гольмия(III) образует желтые, очень гигроскопичные кристаллы.
Образует кристаллогидрат состава HoBr3•xH2O.